# Sender Jena
Der Sender Jena ist eine Sendeanlage der Deutschen Funkturm am Nordhang des Hummelsberges, Teil des Gebirgszuges der Kernberge südöstlich des Stadtkerns von Jena.
Von hier wird die Stadt Jena mit Rundfunk- und Fernsehsignalen versorgt. Der vorherige, 37 Meter hohe Gittermast wurde im Zuge der Umstellung auf DVB-T abgebaut und durch einen neuen 60 Meter hohen freistehenden Stahlgitterturm ersetzt, der 2008 in Betrieb ging.

## Frequenzen und Programme

### Analoger Hörfunk (UKW)
| Frequenz (MHz) | Programm     | RDS PS   | RDS PI | Regionalisierung | ERP (kW) | Antennendiagramm rund (ND)/gerichtet (D) | Polarisation horizontal (H)/vertikal (V) |
| -------------- | ------------ | -------- | ------ | ---------------- | -------- | ---------------------------------------- | ---------------------------------------- |
| 94,8           | Radio Top 40 | *TOP_40* | DAFA   | –                | 0,2      | D (220–300°)                             | H                                        |

### Digitales Fernsehen (DVB-T2)
Seit dem 29. März 2017 kann über den Sender Jena (Kernberge) Digitales Fernsehen im DVB-T2HD-Standard im Regelbetrieb empfangen werden.
Es werden die Programme der ARD (MDR-Mux), des ZDF sowie das kommerzielle Angebot von freenet TV (in Irdeto verschlüsselt) im HEVC-Videokodierverfahren und in Full-HD-Auflösung verbreitet.
Die DVB-T2 HD-Ausstrahlungen aus Jena sind im Gleichwellenbetrieb (Single Frequency Network) mit anderen Sendestandorten.
Alle kursiv dargestellten Sender sind verschlüsselt und nur über die DVB-T2 HD-Plattform freenet TV empfangbar.
| Kanal | Frequenz (MHz) | Multiplex                                                | Programme im Multiplex | ERP (kW) | Antennendiagramm rund (ND)/ gerichtet (D) | Polarisation horizontal (H) / vertikal (V) | Modulationsverfahren | FEC | Guardintervall | Bitrate (MBit/s) | Gleichwellennetz (SFN)                                                                    |
| ----- | -------------- | -------------------------------------------------------- | --- | -------- | ----------------------------------------- | ------------------------------------------ | -------------------- | --- | -------------- | ---------------- | ----------------------------------------------------------------------------------------- |
| 27    | 522            | MDR 1 (ARD)                                              | - Das Erste HD - tagesschau24 HD - MDR Sachsen HD - MDR S-Anhalt HD - MDR Thüringen HD - NDR FS NDS HD - rbb Brandenburg HD - SWR BW HD                                                              | 10       | ND                                        | V                                          | 64-QAM               | 3/5 | 19/256         | 23,6             | Jena (Kernberge), Erfurt-Windischholzhausen, Weimar (Großer Ettersberg), Gera, Inselsberg |
| 21    | 474            | MDR 2 (ARD)                                              | - arte HD - PHOENIX HD - ONE HD - BR Fernsehen HD - hr-fernsehen HD - WDR HD Köln - ARD-alpha HD (Internet) 1) - SWR BW HD (Internet) 1)                                                             | 10       | ND                                        | V                                          | 64-QAM               | 3/5 | 19/256         | 23,6             | Jena (Kernberge), Erfurt-Windischholzhausen, Weimar (Großer Ettersberg)                   |
| 41    | 634            | Substream 0: ZDF (ZDFmobil) Substream 1: MEDIA BROADCAST | Substream 0: - ZDF HD - ZDFinfo HD - zdf_neo HD - 3sat HD - KiKA HD Substream 1: - freenet.TV connect                                                                                                | 5        | ND                                        | V                                          | 64-QAM               | 3/5 | 19/128         | 22               | Jena (Kernberge), Erfurt-Windischholzhausen, Weimar (Großer Ettersberg), Inselsberg       |
| 44    | 658            | MEDIA BROADCAST (RTL Group)                              | - RTL HD - VOX HD - SUPER RTL HD - RTL II HD - n-tv HD - RTL NITRO HD - Tele 5 HD | 10       | ND                                        | V                                          | 64-QAM               | 2/3 | 1/16           | 27,6             | Jena (Kernberge), Erfurt-Windischholzhausen, Weimar (Großer Ettersberg)                   |
| 33    | 570            | MEDIA BROADCAST (ProSiebenSat.1 Media)                   | - SAT.1 HD - ProSieben HD - kabel eins HD - SIXX HD - Pro7 MAXX HD - SAT.1 Gold HD - Sport1 HD | 10       | ND                                        | V                                          | 64-QAM               | 2/3 | 1/16           | 27,6             | Jena (Kernberge), Erfurt-Windischholzhausen, Weimar (Großer Ettersberg)                   |
| 47    | 682            | MEDIA BROADCAST                                          | Substream 0: - Disney Channel HD - N24 HD - DMAX HD - Eurosport 1 HD - nickelodeon HD - test - QVC HD - HSE24 HD - Bibel TV HD Substream 1: - freenet.TV Info - ssu (System Software Update service) | 10       | ND                                        | V                                          | 64-QAM               | 2/3 | 1/16           | 27,6             | Jena (Kernberge), Erfurt-Windischholzhausen, Weimar (Großer Ettersberg), Gera             |

  1)Für den Empfang von ARD-alpha HD (Internet) und SWR BW HD (Internet) ist ein hbb-TV fähiges Endgerät erforderlich.

### Digitales Fernsehen (DVB-T)
Bis zum 29. März 2017 konnte über den Sender Jena (Kernberge) Digitales Fernsehen im DVB-T-Standard empfangen werden. Die DVB-T-Ausstrahlungen waren im Gleichwellenbetrieb (Single Frequency Network) mit anderen Sendestandorten. Sie endeten mit der Umstellung auf DVB-T2 HD.
| Kanal | Frequenz (MHz) | Multiplex                    | Programme im Multiplex | ERP (kW) | Antennen- diagramm rund (ND)/ gerichtet (D) | Polarisation horizontal (H)/ vertikal (V) | Modulations- verfahren | FEC | Guard- intervall | Bitrate (MBit/s) | SFN |
| ----- | -------------- | ---------------------------- | --- | -------- | ------------------------------------------- | ----------------------------------------- | ---------------------- | --- | ---------------- | ---------------- | --- |
| 21    | 474            | ARD Digital (MDR)            | - Das Erste (MDR) - ARTE - Phoenix - Einsfestival                                                                                   | 10       | ND                                          | V                                         | 64-QAM                 | 2/3 | 1/4              | 19,91            | Saalfeld (Kulm), Sonneberg (Bleßberg), Erfurt-Windischholzhausen, Weimar (Großer Ettersberg), Jena (Kernberge)                    |
| 27    | 522            | ARD regional (MDR) Thüringen | - MDR Fernsehen Thüringen - rbb Fernsehen Brandenburg - Bayerisches Fernsehen Nord (Franken) - hr-fernsehen                         | 10       | ND                                          | V                                         | 64-QAM                 | 2/3 | 1/4              | 19,91            | Saalfeld (Kulm), Sonneberg (Bleßberg), Erfurt-Windischholzhausen, Weimar (Großer Ettersberg), Jena (Kernberge), Gera-Roschütz     |
| 50    | 706            | ZDFmobil                     | - ZDF - 3sat - ZDFinfo - KiKA (06–21:00 Uhr)/ZDFneo (21–06:00 Uhr)                                                                  | 5        | ND                                          | V                                         | 16-QAM (8-k-Modus)     | 2/3 | 1/4              | 13,27            | Saalfeld (Kulm), Sonneberg (Bleßberg), Großer Inselsberg, Erfurt-Windischholzhausen, Weimar (Großer Ettersberg), Jena (Kernberge) |
| 56    | 754            | Freenet TV (DVB-T2)          | - Das Erste HD - ZDF HD - RTL HD (verschlüsselt) - Sat.1 HD (verschlüsselt) - ProSieben HD (verschlüsselt) - Vox HD (verschlüsselt) | 10       | ND                                          | V                                         | 64-QAM                 | 2/3 | 1/16             | 27,60            | Jena (Kernberge) |

### Analoges Fernsehen (PAL)
Bis zur Umstellung auf DVB-T wurden folgende Programme in analogem PAL gesendet:
| Kanal | Frequenz (MHz) | Programm                | ERP (kW) | Sendediagramm rund (ND)/ gerichtet (D) | Polarisation horizontal (H)/ vertikal (V) |
| ----- | -------------- | ----------------------- | -------- | -------------------------------------- | ----------------------------------------- |
| 7     | 189,25         | Das Erste (MDR)         | 0,02     | D                                      | V                                         |
| 38    | 607,25         | MDR Fernsehen Thüringen | 0,32     | D                                      | H                                         |
| 41    | 631,25         | ZDF                     | 0,05     | D                                      | H                                         |